# Burnet R. Maybank

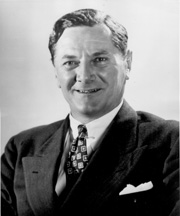
Burnet Rhett Maybank

Burnet Rhett Maybank (* 7. März 1899 in Charleston, South Carolina; † 1. September 1954 in Flat Rock, North Carolina) war ein US-amerikanischer Politiker und von 1939 bis 1941 Gouverneur von South Carolina. Anschließend wurde er in den US-Senat gewählt.

## Frühe Jahre und politischer Aufstieg
Burnet Maybank besuchte die Porter Militär-Akademie und bis 1919 das College von Charleston. Während des Ersten Weltkrieges hatte er sein Studium unterbrochen, um zuerst in einer Marineeinheit der Nationalgarde und dann in der Reserve der US-Marine zu dienen. Zwischen 1920 und 1938 beschäftigte er sich unter anderem mit dem Baumwollexport. In der gleichen Zeit war er im Stadtrat und von 1931 bis 1938 sogar Bürgermeister der Stadt Charleston. Während der Weltwirtschaftskrise war er Vorsitzender der South Carolina Public Service Authority, einer Organisation, die auf ähnliche Weise wie die bekanntere Tennessee Valley Authority durch Arbeitsbeschaffungsmaßnahmen die Krise mildern und lösen sollte.

## Gouverneur von South Carolina
Im Jahr 1938 bewarb sich Maybank um die Nominierung seiner Demokratischen Partei für das Amt des Gouverneurs. In einer innerparteilichen Auseinandersetzung gelang es ihm, mehrere Rivalen, unter ihnen der frühere Gouverneur Coleman Livingston Blease, aus dem Feld zu schlagen. Die eigentliche Wahl gewann er am 8. November 1938 ohne Gegenkandidat. Maybank war ein Anhänger von Präsident Franklin D. Roosevelt und dessen New-Deal-Politik. Er war ein Gegner des Ku-Klux-Klans, begann eine Reform des Rechtswesens und verbesserte die Infrastruktur des Landes. Während seiner Amtszeit begannen die Bauarbeiten der Staudämme und Kraftwerke, die im Rahmen der South Carolina Public Service Authority errichtet wurden.
Angesichts der damaligen internationalen Lage, die durch den Angriff Deutschlands auf Polen und den dadurch begonnenen Zweiten Weltkrieg bestimmt war, während gleichzeitig im asiatischen Raum die Spannungen zwischen den Japanern und der amerikanischen Regierung aufgrund der japanischen Expansionspolitik, ständig größer wurden, stellte man sich auch in den USA auf die Möglichkeit einer Verwicklung in den Krieg ein. Unter diesem Aspekt wurde in South Carolina mit dem Fort Jackson (bei Columbia) ein permanenter Militärstützpunkt errichtet.

## Weitere Karriere
Nachdem er 1941 in den US-Senat gewählt worden war, trat er am 4. November 1941 vom Amt des Gouverneurs zurück, um seinen Sitz im Kongress einzunehmen. Dort war er Mitglied mehrerer Ausschüsse. Im Senat erlebte er den amerikanischen Kriegseintritt infolge des japanischen Angriffs auf Pearl Harbor, den weiteren Verlauf des Krieges und den daraus folgenden Aufstieg der USA zur Weltmacht. Burnet Maybank blieb bis zu seinem Tod im September 1954 Senator im US-Kongress. Er war zwei Mal verheiratet und hatte insgesamt sechs Kinder.